# Dunite
Ne doit pas être confondu avec Dunnite.

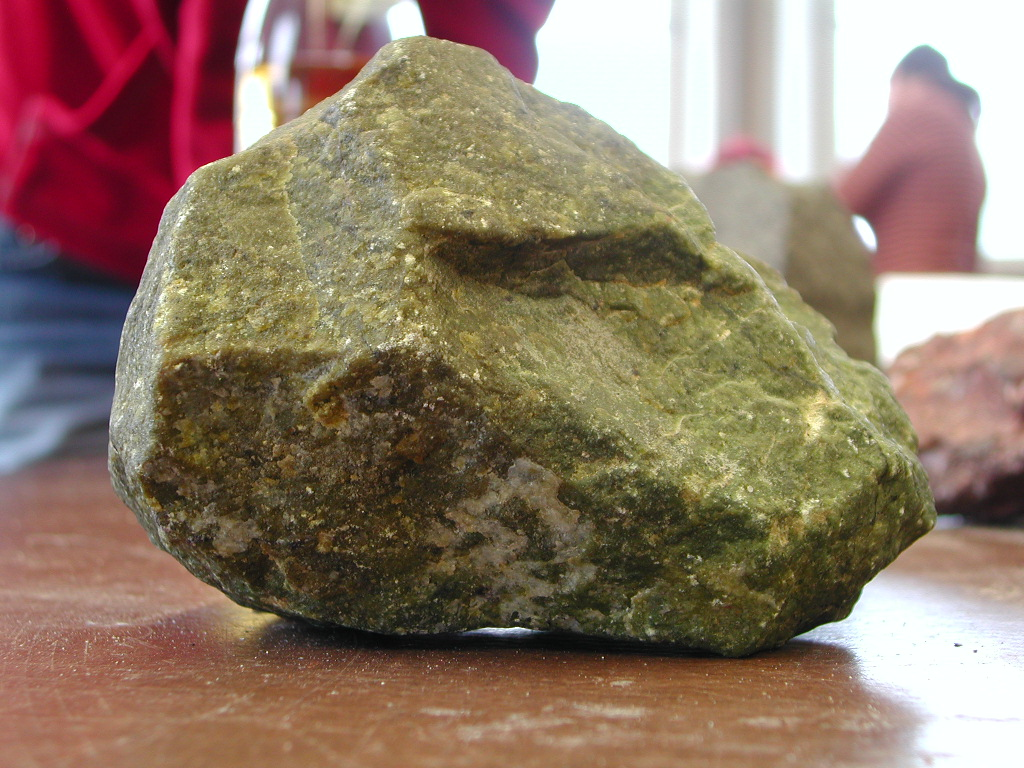
Échantillon de dunite.

La  dunite est une roche plutonique ultramafique, de structure grenue ou phanéritique.

## Minéraux
De façon caractéristique, la dunite contient plus de 90 % d'olivine et de petites quantités de pyroxène et de chromite. C'est le membre supérieur riche en olivine de la série des péridotites, roches constituant le manteau.

## Gisements
La dunite se présente rarement à l'intérieur des roches continentales, mais lorsque c'est le cas, elle se trouve de façon caractéristique à la base de séquences d'ophiolites, là où des morceaux du manteau rocheux provenant d'une zone de subduction ont été plongés dans la croûte continentale par obduction en raison d'une collision continentale ou en présence d'un arc volcanique.
Un gisement à ciel ouvert de dunite existe dans l'État de Washington (États-Unis), près du mont Baker.

## Métamorphisme
La dunite est soumise à un processus de rétrométamorphisme près de la surface et se transforme alors en serpentinite.

## Histoire
Le nom de la roche vient de celui d'une montagne de Nouvelle-Zélande de la région de Nelson, Dun mountain, ainsi nommée à cause de la couleur gris-brun de sa végétation qui révèle la présence sous-jacente de roches ultramafiques. Il lui a été donné par le géologue autrichien Ferdinand von Hochstetter en 1859.